# Кострино
Ко́стрино — проміжна залізнична станція Ужгородської дирекції Львівської залізниці на лінії Самбір — Чоп між станціями Жорнава (6 км) та Соля (5 км). Розташована у селі Кострина Великоберезнянського району Закарпатської області.

## Історія
Станцію відкрито 1904 року у складі залізниці Великий Березний — Сянки. До 1918 року вживався угорський варіант назви села та станції Csontos.
1968 року електрифіковано станцію у складі дільниці Самбір — Чоп.
На станції зупиняються приміські електропотяги та деякі потяги далекого сполучення.

### Примітка щодо зображення
На фото станція розташована за церквою.